# 넬슨 (뉴질랜드)

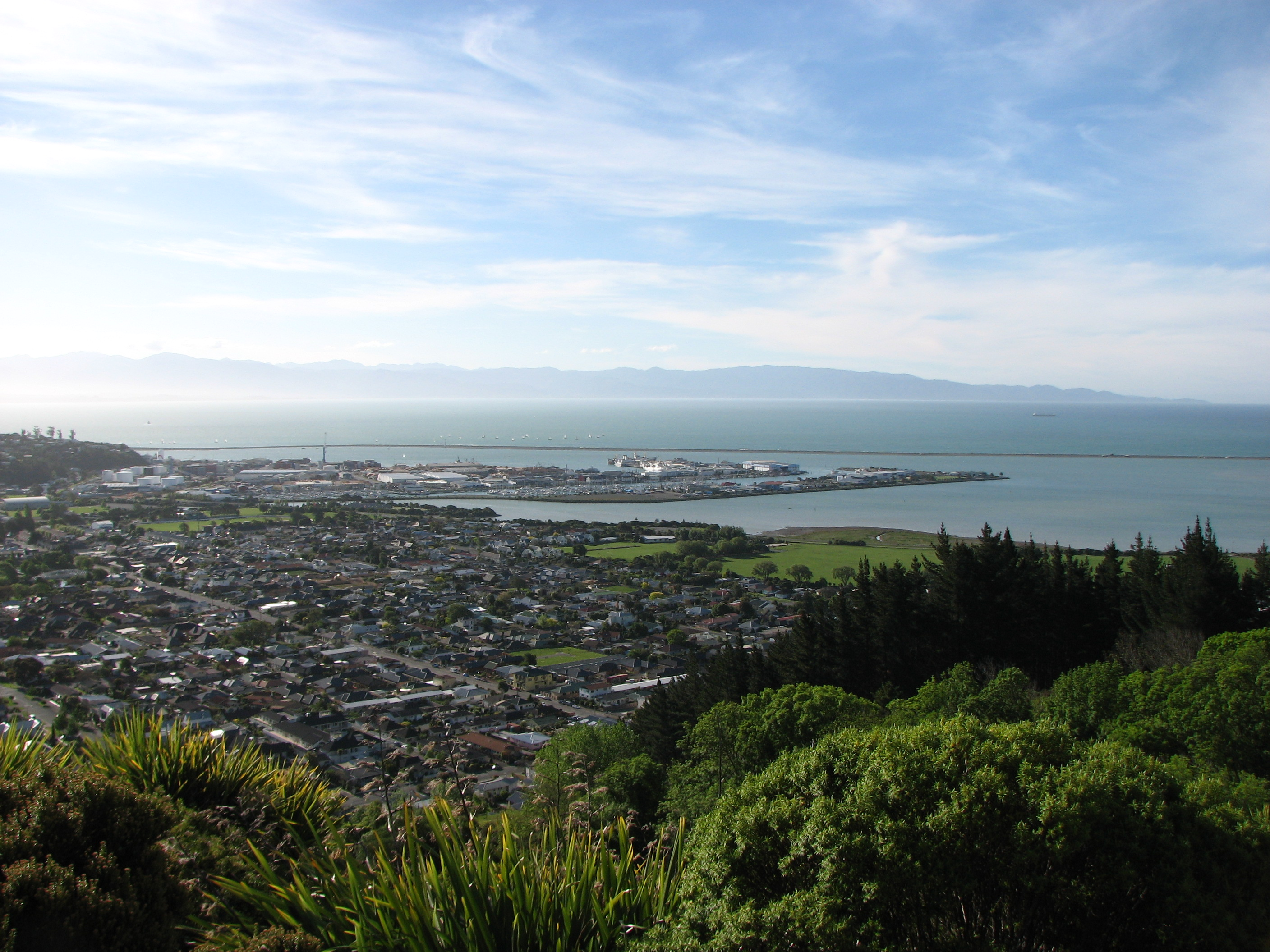

넬슨 시(Nelson City)는 뉴질랜드 남섬의 최북단에 위치한 넬슨 지방의 주도이다. 남섬의 최북단 태즈먼 만의 남서 해안에 자리를 잡고 있으며, 넬슨 지방의 행정 중심지이다.

## 개요
넬슨 시는 예술과 공예의 중심지로 매년 넬슨 예술 축제(Nelson Arts Festival)와 같은 인기있는 이벤트가 열린다. 매년 열리는 의상예술상(Wearable Art Awards)은 넬슨 시 근처의 박물관인 의상예술의 세계(World of Wearable Art)에서 시작되어 지금은 넬슨 공항 근처에 쇼케이스 건물을 마련하고 입상작들을 전시하고 있다.
넬슨 근처의 브라이트워터(Brightwater)는 성공적으로 원자를 쏘갠 노벨물리학상 수장자인 루더포드 경의 출생지이다. 그의 초상은 뉴질랜드에서 유통되는 지폐 중 가장 단위가 큰 $100 달러짜리 지폐에 등장한다.
넬슨이라는 이름은 1805년 트라팔가 해전에서 프랑스와 스페인 함대를 물리친 호라티오 넬슨 장군을 기념하여 붙여진 이름이다. 주요 쇼핑 중심가인 트라팔가 거리와 같이 이 시의 많은 공공 도로와 지역이 그 전투와 관련된 사람과 배들과 관련된 이름을 가지고 있다.
넬슨의 시민들은 넬스니언즈(Nelsonians)라고 부른다. 넬슨의 마오리 이름인 하카투(Whakatū)는 ‘짓는다’, ‘기르다’ 또는 ‘설립한다’라는 의미를 가지고 있다. 넬슨은 몇 되지 않은 뉴질랜드 자체의 시기를 가진 도시 중 하나이다.

## 인구
| 연도  | 인구   | ±% p.a. |
| ----- | ------ | ------- |
| 1991  | 36,459 | —       |
| 1996  | 40,278 | +2.01%  |
| 2001  | 41,568 | +0.63%  |
| 2006  | 42,888 | +0.63%  |
| 2013  | 46,437 | +1.14%  |
| 2018  | 50,880 | +1.84%  |
| 출처: |        |         |

## 기후
| 넬슨의 기후              | 넬슨의 기후 | 넬슨의 기후 | 넬슨의 기후 | 넬슨의 기후 | 넬슨의 기후 | 넬슨의 기후 | 넬슨의 기후 | 넬슨의 기후 | 넬슨의 기후 | 넬슨의 기후 | 넬슨의 기후 | 넬슨의 기후 | 넬슨의 기후 |
| 월                       | 1월         | 2월         | 3월         | 4월         | 5월         | 6월         | 7월         | 8월         | 9월         | 10월        | 11월        | 12월        | 연간        |
| ------------------------ | ----------- | ----------- | ----------- | ----------- | ----------- | ----------- | ----------- | ----------- | ----------- | ----------- | ----------- | ----------- | ----------- |
| 일평균 최고 기온 °C (°F) | 22.4 (72.3) | 22.4 (72.3) | 20.8 (69.4) | 18.1 (64.6) | 15.2 (59.4) | 12.9 (55.2) | 12.4 (54.3) | 13.1 (55.6) | 14.9 (58.8) | 16.8 (62.2) | 18.7 (65.7) | 20.5 (68.9) | 17.4 (63.3) |
| 일평균 최저 기온 °C (°F) | 13 (55)     | 12.9 (55.2) | 11.4 (52.5) | 8.2 (46.8)  | 4.9 (40.8)  | 2.4 (36.3)  | 1.6 (34.9)  | 3.1 (37.6)  | 5.4 (41.7)  | 7.9 (46.2)  | 9.8 (49.6)  | 11.8 (53.2) | 7.8 (46.0)  |
| 평균 강수량 mm (인치)    | 72 (2.8)    | 57 (2.2)    | 78 (3.1)    | 86 (3.4)    | 77 (3.0)    | 85 (3.3)    | 86 (3.4)    | 90 (3.5)    | 73 (2.9)    | 92 (3.6)    | 82 (3.2)    | 75 (3.0)    | 970 (38.2)  |
| 출처: NIWA Climate Data  |             |             |             |             |             |             |             |             |             |             |             |             |             |